# Тейлорія язичкова
{{#ifeq:0|0|{{#if:Tayloria lingulata|{{#if:|[[]}}|[[]]}}}}
Тейлорія язичкова (Tayloria lingulata) — вид мохів порядку парасольчикальних (Splachnales).

## Поширення
Батьківщиною є Європа, Північна Америка, Азія.
Населяє вологий ґрунт, перегній, бруд, багаті органічними речовинами, такими як ексувії комах або пташиний послід; від низьких до високих висот.

## Характеристика
Рослини 3–4 см, у пухких пучках, проксимально коричневі, дистально зелені. Стебла іноді гіллясті. Листки помірно скупчені, при висиханні дещо скручені, язичкові, 2–4 × 1–1.4 мм; краї рівні або загнуті проксимально, цілі або майже такі, іноді з тупими зубцями; верхівка від тупої до округлої. Спеціалізоване нестатеве розмноження відсутнє. Статевий стан автоічний, іноді очевидно дводомний. Коробочкові ніжки яскраво-червоні, 1.5–4 см, згинаються, тонкі. Коробочка ± яйцювата, 1.5–2.5 мм, включаючи гіпофіз. Спори 26–45 мкм, гладкі. Коробочки дозрівають влітку.